# César de Paepe

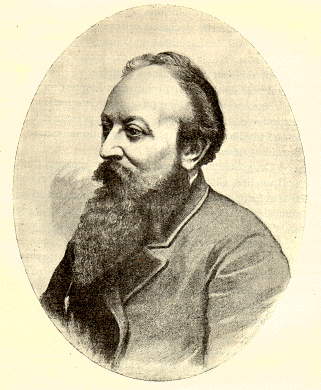
César de Paepe

César de Paepe (12 de junho de 1841, Oostende, Bélgica - 1890, Cannes, França) foi um médico, líder socialista, sindicalista e influente membro da Associação Internacional dos Trabalhadores.
Tendo inicialmente tomado o partido anti-marxista na cisão da Internacional em 1872 e aderindo à Internacional de Saint-Imier, seus debates subsequentes com os anarquistas da Federação do Jura, como Paul Brousse e Adhémar Schwitzguébel em torno da "Questão do Serviço Público", o levaram a defender a necessidade de um estado popular (Volkstaat) para providenciar serviços sociais essenciais como educação e saúde pública.